# Jeu de la barbichette
Pour l’article homonyme, voir Je te tiens, tu me tiens par la barbichette (film).
Le jeu de la barbichette est un jeu enfantin que les enfants pratiquent à deux, et qui consiste à se placer face à face en se regardant dans les yeux, en se tenant mutuellement le menton avec la main, et en chantant ensemble une comptine, après quoi, comme le racontent les paroles de la chanson, le but du jeu est de rester le plus longtemps possible dans cette posture sans esquisser le moindre rire ou sourire ; le premier à céder aura perdu, et son adversaire pourra lui infliger une petite gifle sur la joue.

## Historique
Le jeu de la barbichette est une variante d'un jeu de société appelé « je vous pince sans rire », dans lequel un joueur assis devant une assemblée subissait de la part d'un maître du jeu des pincements successifs sur diverses parties du visage effectués avec le pouce et l'index enduits de noir de fumée. À chaque pincement, le maître du jeu disait : « Je vous pince sans rire ». Dès qu'un des membres de l'assemblée venait à rire de ce maquillage, il devait devenir à son tour la victime, en prenant la place de celle-ci.
Le jeu du pince-sans-rire est à l'origine de l'expression, attestée depuis le XVIIe siècle, « pince-sans-rire ».
Le jeu de la barbichette a été initialement publié en 1892 ou avant.
Le 17 juin 2017, la première Coupe de France du jeu de la barbichette, « La Barbichette Cup », est organisée par la chaîne de télévision Boomerang.

## Les règles du jeu
Les règles du jeu sont les suivantes : 
- les deux joueurs doivent impérativement, à tout instant, se tenir par la barbichette ;
- tout geste ayant pour but de faire rire l'adversaire, comme les grimaces ou les simagrées, est interdit[réf. nécessaire] ;
- le premier joueur laissant percevoir un quelconque signe de rire a perdu, et mérite une tapette.

## Paroles
Les règles de ce jeu sont en fait contenues dans les paroles de la comptine :

« Je te tiens, tu me tiens, par la barbichette ;
Le premier de nous deux qui rira aura une tapette ! »

Par ailleurs, pour indiquer aux deux joueurs le moment précis à partir duquel on ne doit plus rire, la comptine se poursuit parfois de la manière suivante :

« Au bout de trois :
 Un, deux, trois ! »

Ou bien encore, pour la même raison, dans une version plutôt utilisée par les garçons :

« Un, deux et trois croisons les bras
comme des p'tits soldats ! »

Au Québec et au Nouveau-Brunswick les paroles diffèrent légèrement:

« Je te tiens par la barbichette; 

Tu me tiens par la barbichette;

Le premier qui rira aura une tapette ! »

## Étymologie
Son nom vient du fait que le menton, par lequel se tiennent les deux adversaires, est la partie du visage sur laquelle pousse la barbiche, dont la barbichette est une variante plus petite.

## Culture populaire
- En 1961, dans Astérix le Gaulois, le premier album de bande dessinée de la série du même nom, René Goscinny et Albert Uderzo mettent en scène Asterix pratiquant le jeu de la barbichette avec Marcus Sacapus[7].
- En 1973, dans le Tome 4 de la bande dessinée Rubrique-à-brac de Gotlib, deux compères pratiquent une version déjantée du jeu de la barbichette.
- Dans le film de 1979 Je te tiens, tu me tiens par la barbichette, un jeu télévisé offre de l'argent aux candidats qui parviennent à gagner au jeu de la barbichette. La Ritchie Family interprète l'un des titres de la bande originale, La Barbichette, qui reprend les paroles de la comptine sur une musique disco.
- Dans le court-métrage de 2002 La Barbichette, réalisé au sein du collectif Kourtrajmé, deux frères règlent un conflit avec le jeu de la barbichette ; le plus jeune, Barth, perd systématiquement.
- Dans le 10e tome de la série de bande dessinée De cape et de crocs sorti en avril 2012,De la Lune à la Terre, deux personnages principaux règlent leur différend, non pas à l'épée, mais avec ce jeu.
- Le court métrage 200 sur le Rital[8], réalisé à Lille en mai 2012 par le collectif « La Patate Douce » dans le cadre du festival 48H pour vivre immortalise la comptine dans une version tonitruante et sombre évoquant les heures de gloire du cinéma d'auteur et de la nouvelle vague.
- En 2024, dans l'émission LOL qui rit Sort Saison 4, Redouane Bougheraba et Audrey Lamy se retrouvent en face à face final au jeu de la barbichette. La production décide alors, pour les faire craquer d'envoyer Afida Turner chanter l'air de la chanson. Elle revisitera la fin en ajoutant "You take me, I take you, la barbichette ! Le premier qui rigole, je lui fous une torgnole"